# Stefan Immerfall
Stefan Immerfall (* 5. Mai 1958 in Deggendorf) ist ein deutscher Soziologe und Hochschullehrer.

## Leben
Immerfall studierte Sozialwissenschaften, Wirtschaftslehre und Psychologie an der University of Minnesota in Minneapolis und der Ruhr-Universität Bochum, an der er 1984 sein Diplom erwarb. 1990 wurde er an der Universität Passau mit der Arbeit Territorium und Wahlverhalten: zur Modellierung geopolitischer und geoökonomischer Prozesse zum Dr. phil. promoviert. Ebenfalls in Passau erfolgte 1996 die Habilitation.
Von 1994 bis 1996 war Immerfall DAAD-German Studies Professor an der University of North Carolina at Chapel Hill im Fachbereich Politikwissenschaften, 1997 Dozent am Ålborg Universitetscenter. Von 1997 bis 1999 war Immerfall Oberassistent für Soziologie an der Universität Passau, dann Lehrstuhlvertreter für Peter Flora an der Universität Mannheim.
2000 folgte Immerfall einem Ruf an die Pädagogische Hochschule Schwäbisch Gmünd auf eine Professur für Soziologie. In einem Forschungssemester 2004/05 war er am Europäischen Hochschulinstitut in Florenz, an der University of North Carolina at Chapel Hill sowie an der Indiana University Bloomington zu Gast.
2005/2006 betätigte Immerfall sich als Fellow am Wissenschaftszentrum Berlin für Sozialforschung, 2010 als Gastprofessor an der Grand Valley State University. 2010/11 folgte ein Forschungssemester an der University of Cambridge.

## Forschungsschwerpunkte
Immerfalls Arbeitsschwerpunkte sind die Soziologie der Europäischen Integration, die international vergleichende Politische Ökonomie und die Politische Soziologie. Außerdem beschäftigt er sich mit Problemen der deutschen Wirtschafts- und Sozialverfassung sowie mit Fragen des zivilgesellschaftlichen Zusammenhalts.
Immerfall ist Mit-Herausgeber der Zeitschrift Gesellschaft. Wirtschaft. Politik.

## Auszeichnungen
- 2017 Projekt „Frühe Europabildung: Bausteine für den Unterricht in der Grundschule“ als „Good Practice Example“ ausgezeichnet
- 1996 German Studies Award, Center for European Studies, UNC-Chapel Hill
- 1991 Ostbayerischer Kulturpreis

## Schriften (Auswahl)
- mit Barbara Wasner: Freizeit, Stuttgart: UTB, 2011. ISBN 978-3-8252-3446-1.
- hrsg. mit Göran Therborn: Handbook of European Societies, New York: Springer, 2010: ISBN 978-0-387-88199-7.
- Europa – politisches Einigungswerk und gesellschaftliche Entwicklung. Wiesbaden 2006, (2., akt. Auflage 2018) ISBN 978-3-658-21183-7.
- hrsg.: Territoriality in the Globalizing Society, New York: Springer, 1998. ISBN 978-3-642-63769-8.
- Einführung in den europäischen Gesellschaftsvergleich: Ansätze – Problemstellungen – Befunde. Passau: Rothe, 1994 (2. Auf. 1995). ISBN 3-927575-35-6.
- Territorium und Wahlverhalten: zur Modellierung geopolitischer und geoökonomischer Prozesse Opladen: Leske und Budrich 1992. ISBN 3-8100-0931-8.
- mit Klaus Feldmann: Soziologie kompakt,  Wiesbaden: Springer, 2021. ISBN 978-3-658-31449-1.
- mit Gerd F. Hepp: Bildungspolitik in Deutschland, Wiesbaden: Springer, 2025. ISBN 978-3-658-48170-4.